# Jerzy Róziewicz

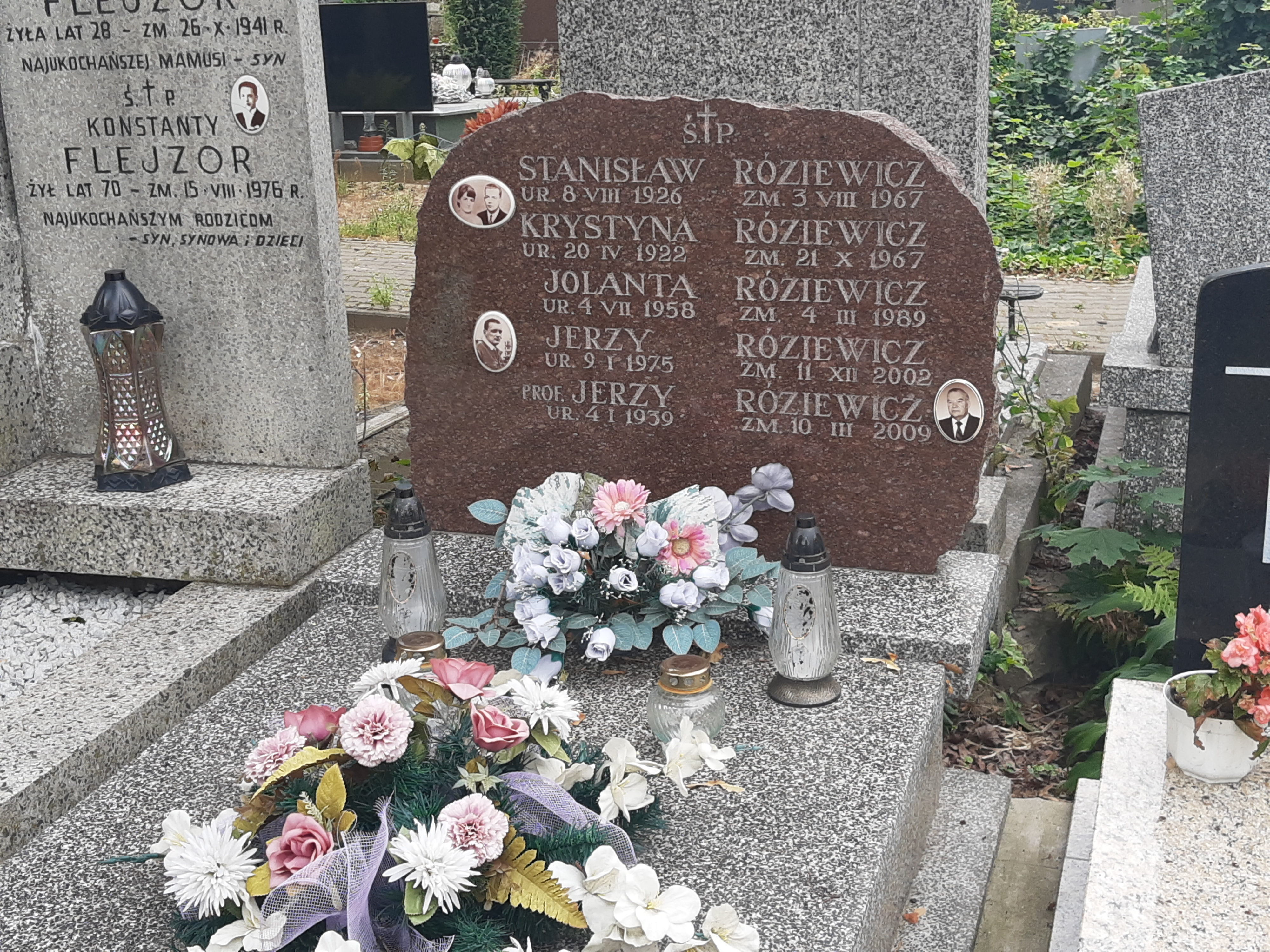
Grób prof. Jerzego Róziewicza na cmentarzu Bródnowskim

Jerzy Róziewicz (ur. 4 stycznia 1939 w Osinach k. Grójca, zm. 10 marca 2009 w Konstancinie) – historyk, historyk nauki i bibliotekoznawca. Absolwent Katedry Bibliotekoznawstwa Uniwersytetu Warszawskiego (1965). Od 1959 r. pracownik Biblioteki Narodowej w Warszawie. Od 1966 r. pracownik naukowy w Zakładzie Historii Nauki i Techniki PAN. W latach 1984–1990 pełnił funkcję wicedyrektora Instytutu Historii Nauki PAN (wówczas Instytutu Historii Nauki, Oświaty i Techniki PAN).

## Życiorys
Ukończył bibliotekoznawstwo na Uniwersytecie Warszawskim (1965). Pracę magisterską napisał pod kierunkiem doc. Ksawerego Świerkowskiego. Od 1959 pracownik Biblioteki Narodowej w Warszawie. Od 1966 pracownik naukowy w Zakładzie Historii Nauki i Techniki PAN. W latach 1984–1990 pełnił funkcję wicedyrektora Instytutu Historii Nauki PAN (wówczas Instytutu Historii Nauki, Oświaty i Techniki PAN).
W kadencji 1994-1998 był redaktorem „Kwartalnika Historii Nauki i Techniki”. W latach 1986–1991 – redaktorem serii „Monografii z historii nauki i techniki”. Współpracował także z istniejącym od 1966 roku Zespołem Historii Nauki Polskiej XIX wieku kierowanym przez prof. Mariana Serejskiego (do 1976 roku), a następnie przez prof. Andrzeja Feliksa Grabskiego.
W 1981 roku został wybrany członkiem Komitetu Historii Nauki i Techniki PAN, a w latach 1984–1987 był członkiem Komitetu Słowianoznawstwa PAN. Ponadto był członkiem Rady Naukowej Instytutu Historii Nauki PAN (1984–2009), Rady Naukowej Archiwum PAN (1984–2003), Rady Muzealnej Muzeum Marii Skłodowskie-Curie (1988–1990), Rady Programowej Podyplomowego Studium Wiedzy o Związku Radzieckim i Stosunkach Polsko-Radzieckich (1989–1990), Rady Naukowej Biblioteki PAN (1990–1992). Współpracował również z Komisją Historyków Polskiej i Rosyjskiej Akademii Nauk. W latach 1991–1996 był członkiem Rady Programowej kwartalnika „Przegląd Wschodni”, niezależnego czasopisma poświęconego szeroko rozumianym studiom nad Wschodem, członkiem Komitetu Redakcyjnego „Biuletynu Archiwum PAN” (1991–2003) oraz Rady Naukowej Muzeum Ziemi PAN (1992-1998).
Oprócz Nagród Sekretarza Naukowego PAN (1981, 1985) za prace doktorską i habilitacyjną, był także odznaczony Złotym Krzyżem Zasługi (1984) oraz Medalem „Za zasługi dla archiwistyki” (1994).
Został pochowany na cmentarzu Bródnowskim (kw. 34G-5-26).

## Zainteresowania naukowe
Jerzy Róziewicz zajmował się przede wszystkim badaniami dotyczącymi dziejów nauki polskiej i europejskiej w XIX-XX w., szczególnie zaś interesowała go historia powiązań i kontaktów naukowych polsko-rosyjskich i polsko-sowieckich, a także dzieje towarzystw i instytucji naukowych polskich i europejskich oraz biografistyka. Rozprawa doktorska, obroniona w 1972, poświęcona była historii polsko-radzieckich relacji naukowych w okresie międzywojennym (promotor prof. Bogdan Suchodolski). Wydana została w 1979 r. Rozprawa habilitacyjna (kolokwium w dn. 20.06.1983) dotyczyła polsko-rosyjskich powiązań naukowych w latach 1725–1918 (opublikowana w 1984 r.). Tytuł profesorski otrzymał w dniu 25 listopada 1992. Dnia 1 lutego 1993 powołany został na stanowisko profesora nadzwyczajnego w Polskiej Akademii Nauk.

## Ważniejsze prace
- Jerzy Róziewicz, Polsko-radzieckie stosunki naukowe w latach 1918–1939, Wrocław-Gdańsk 1979, s. 320. [Nagroda Sekretarza Naukowego PAN w 1980 r.].
- Jerzy Róziewicz, Polsko-rosyjskie powiązania naukowe (1725-1918), Wrocław-Gdańsk 1984, s. 348. [Nagroda Sekretarza Naukowego PAN w 1985 r.].
- Jerzy Róziewicz (red.), Działalność naukowa, dydaktyczna i społeczno-polityczna Jana Niecisława Baudouina de Courtenay w Rosji, Wrocław 1991, s. 207.
- Jerzy Róziewicz, Polskie środowisko naukowe w Petersburgu w latach 1905–1918, [w:] Polsko-rosyjskie związki społeczno-kulturalne na przełomie XIX i XX wieku, Warszawa 1980, s. 194–215.
- Jerzy Róziewicz, Kwartalnik Historii Nauki i Techniki. Bibliografia zawartości tomów I-X: 1956-1965, Warszawa 1966, s. 104.
- Jerzy Róziewicz, Kwartalnik Historii Nauki i Techniki. Bibliografia zawartości tomów XI-XX: 1966-1975, Warszawa 1976, s. 112.
- Jerzy Róziewicz, Academy of Technical Sciences 1920-1939 and 1946–1949, „Acta Academiae Scientiarum Polonae”, 1982 [wyd. 1983], No ½, s. 65–74.
- Jerzy Róziewicz, Siedemdziesiąt lat polsko-radzieckich kontaktów naukowych, 1918 – 1988, Warszawa 1988, s. 96.
- Jerzy Róziewicz, Powiązania Jana Niecisława Baudouina de Courtenay z petersburskim ośrodkiem naukowym, [w:] Działalność naukowa, dydaktyczna i społeczno-polityczna Jana Niecisława Baudouina de Courtenay w Rosji, Wrocław 1991, s. 72–138.